# Al Pacino
Alfredo James "Al" Pacino (n. 25 aprilie 1940, New York City, New York, SUA) este un actor american de film, scenă și voce, considerat a fi unul dintre cei mai talentați din istoria cinematografiei, câștigător al Premiului Oscar pentru cel mai bun actor, precum și unul din câștigătorii Triple Crown of Acting.

## Biografie
Al Pacino s-a născut în sudul cartierului Bronx, din  New York, într-o familie italiano-americană. Tatăl său, Salvatore Pacino, s-a născut în orașul italian Corleone, din provincia Palermo, Sicilia. Mama sa, Rose Gerard, se trăgea dintr-un nativ italian și o newyork-eză de origine italiană. Părinții săi au divorțat când Pacino avea doi ani.
În 1961 a fost arestat în Rhode Island pentru că purta asupra sa o armă de calibru 38. Al s-a mutat cu mama sa în casa bunicilor, unde și-a petrecut restul copilăriei. Când era tânăr, lui Al îi plăcea să imite actorii pe care îi vedea în filme, încerca diverse voci și stări emoționale. Chiar dacă orele de la școală nu îi erau pe plac, își găsea liniștea în piesele de teatru ale școlii. După ce a renunțat la școală, Al s-a hotărât să înceapă viața de actor, găsind roluri mici în producții de teatru. În prima perioadă a actoriei, Pacino nu făcea prea mulți bani și trăia în săracie. Totul s-a schimbat din 1966, când a fost acceptat la cursurile lui Lee Strasberg.

## Carieră

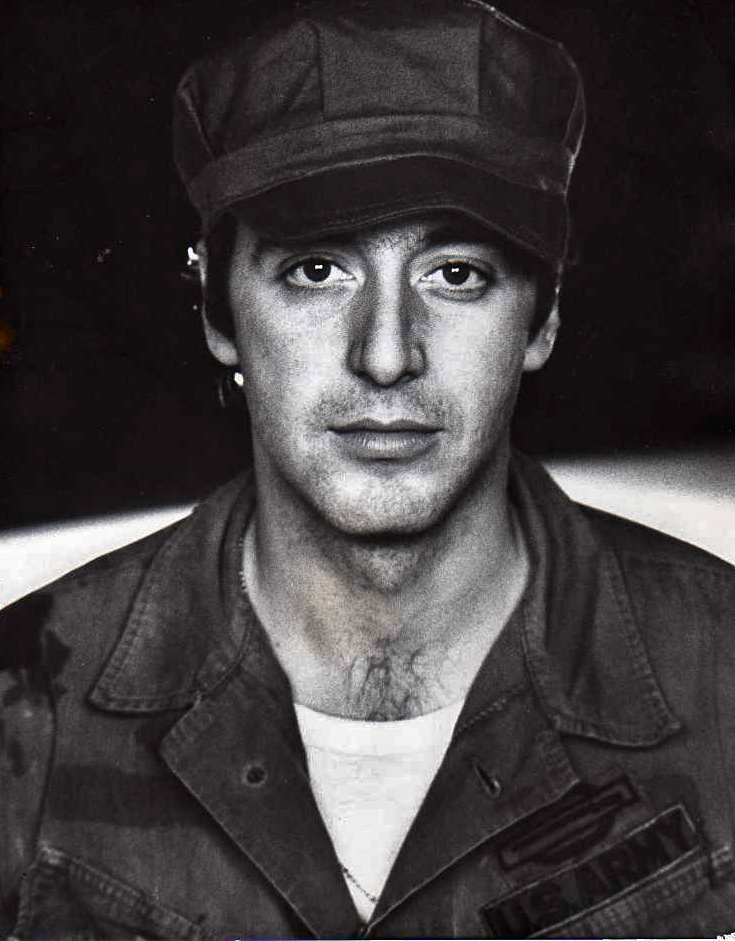
Al Pacino în 1977

Pacino a început să obțină roluri mai importante și a obținut un premiu Obie pentru rolul din The Indian Wants the Bronx. Curând a luat și un premiu Tony pentru rolul din Does the Tiger Wear a Necktie?. A devenit cunoscut după ce a jucat în Me, Natalie (1969) și The Panic in Needle Park (1971).
Tot atunci se căutau protagoniști pentru ecranizarea romanului Nașul (The Godfather) al lui Mario Puzzo. Al Pacino reușește să participe la preselecție și îl impresionează pe Francis Ford Coppola, regizorul, deși toți ceilalți participanți la acest proiect cereau un actor mai cunoscut decât "nimicul ăla de Pacino". Francis l-a susținut însă în continuare pe Pacino și i-a oferit rolul foarte important al lui Michael Corleone. Din cauza aceasta, Francis a fost speriat că ar putea fi înlocuit cu un alt regizor, așa că a filmat foarte repede. Când filmul a fost lansat, a avut un succes imens, iar toată lumea a admirat rolul lui Al Pacino, care a fost chiar nominalizat la Oscar pentru "cel mai bun actor în rol secundar".   Aproape peste noapte a devenit dintr-un "nimeni" un star internațional.
Chiar dacă ar fi putut alege roluri mai ușoare, Pacino și-a ales câteva dintre cele mai grele roluri din istoria cinematografiei. Urmează rolurile din Serpico, Dog Day Afternoon, Bobby Deerfield și ...And Justice For All. Anii '80 au început cu două insuccese de casă pentru Pacino: Cruising și Author! Author!, care au avut încasări mult mai mici decât așteptările. Însă, în 1983, Scarface are un succes imens, devenind un "basm" mafiot care va fi popular încă 20 de ani.
Anii '90 au fost, probabil, cei mai prolifici pentru Al Pacino, care obține, în sfârșit, Oscarul pentru cel mai bun actor cu fimul Scent Of A Woman, în 1992. Godfather Part 3, Dick Tracy și Glengarry Glen Ross sunt numai câteva din succesele lui Pacino de la începutul anilor '90. În ultima parte a acestui deceniu, au urmat Carlito's Way, Heat, City Hall, The Insider și Donnie Brasco.
Al Pacino a fost toată viața burlac. Totuși a avut relații de lungă durată, cum ar fi cea cu actrița Diane Keaton. La începutul anilor '90 s-a lăsat de fumat pentru a-și reface vocea, care se deteriorase pe parcursul anilor.

## Filmografie

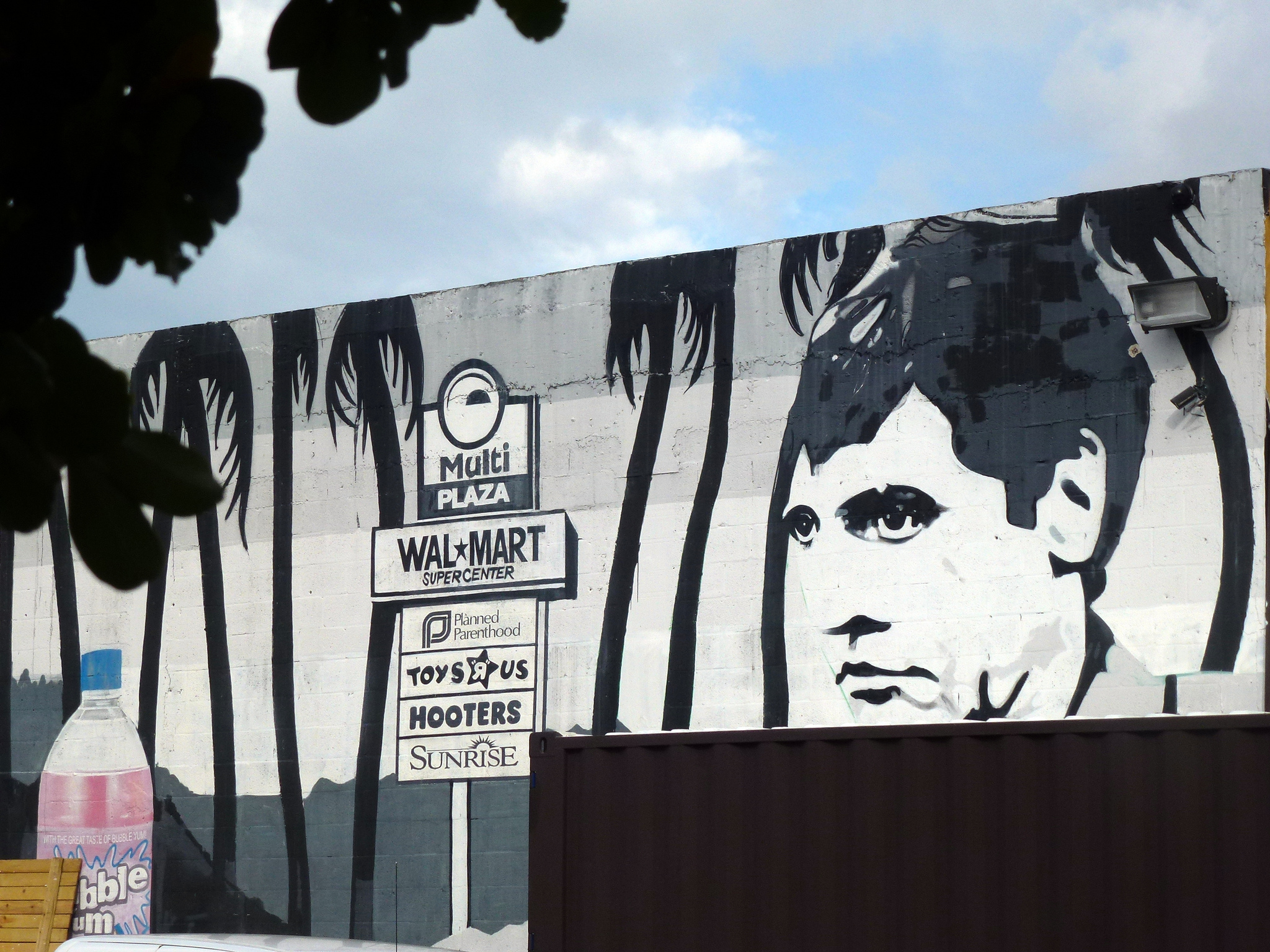
Graffiti cu Al Pacino în rolul lui Tony Montana

| Títlul original          | Títlul în română                | Rol                     | Regizor              | An   |
| ------------------------ | ------------------------------- | ----------------------- | -------------------- | ---- |
| Me, Natalie              | Eu, Natalie                     | Tony                    | Fred Coe⁠(d)          | 1969 |
| The Panic in Needle Park | Panică în Needle Park           | Bobby                   | Jerry Schatzberg     | 1971 |
| The Godfather            | Nașul                           | Don Michael Corleone    | Francis Ford Coppola | 1972 |
| Scarecrow                | Sperietoarea                    | Francis                 | Jerry Schatzberg     | 1973 |
| Serpico                  | Serpico                         | Frank Serpico           | Sidney Lumet         | 1973 |
| The Godfather Part II    | Nașul Partea a II-a             | Don Michael Corleone    | Francis Ford Coppola | 1974 |
| Dog Day Afternoon        | După-amiază de câine            | Sonny Wortzik           | Sidney Lumet         | 1975 |
| Bobby Deerfield          | Bobby Deerfield                 | Bobby Deerfield         | Sydney Pollack       | 1977 |
| ...And Justice for All   | Dreptate pentru toți            | Arthur Kirkland         | Norman Jewison       | 1979 |
| Cruising                 | Încrucișarea                    | Steve Burns             | William Friedkin     | 1980 |
| Author! Author!          | Autor! Autor!                   | Ivan Travalian          | Arthur Hiller        | 1982 |
| Scarface                 | Scarface                        | Antonio Montana         | Brian De Palma       | 1983 |
| Revolution               | Revoluția                       | Tom Dobb                | Hugh Hudson          | 1985 |
| Sea of Love              | Când dragostea ucide            | Detectivul Frank Keller | Harold Becker⁠(d)     | 1989 |
| Dick Tracy               | Dick Tracy                      | Big Boy Caprice         | Warren Beatty        | 1990 |
| The Godfather Part III   | Nașul Partea a III-a            | Don Michael Corleone    | Francis Ford Coppola | 1990 |
| Frankie and Johnny       | Frankie și Johnny               | Johnny                  | Garry Marshall       | 1990 |
| Glengarry Glen Ross      | Totul sau nimic                 | Ricky Roma              | James Foley⁠(d)       | 1992 |
| Scent of a Woman         | Parfum de femeie                | Frank Slade             | Martin Brest         | 1992 |
| Carlito's Way            | Carlito                         | Carlito Brigante        | Brian De Palma       | 1993 |
| Heat                     | Obsesia                         | Vincent Hanna           | Michael Mann         | 1995 |
| City Hall                | Primăria                        | John Pappas             | Harold Becker⁠(d)     | 1996 |
| Looking for Richard      | În căutarea lui Richard         | Richard III/el însuși   | Al Pacino            | 1996 |
| Donnie Brasco            | Donnie Brasco                   | Lefty Ruggiero          | Mike Newell⁠(d)       | 1997 |
| The Devil's Advocate     | Pact cu Diavolul                | John Milton             | Taylor Hackford      | 1997 |
| The Insider              | Insider⁠(d)                      | Lowell Bergman          | Michael Mann         | 1999 |
| Any Given Sunday         | Duminică, pierzi sau câștigi    | Tony D'Amato            | Oliver Stone         | 1999 |
| Chinese Coffee           | Cafea Chinezeasca               | Harry Levine            | Al Pacino            | 2000 |
| Insomnia                 | Insomnia                        | Will Dormer             | Christopher Nolan    | 2002 |
| People I Know            | Cu cărțile pe masă              | Eli Wurman              | Daniel Algrant⁠(d)    | 2002 |
| S1m0ne                   | S1m0ne⁠(d)                       | Viktor Taransky         | Andrew Niccol        | 2002 |
| The Recruit              | Recrutul                        | Walter Burke            | Roger Donaldson      | 2003 |
| Angels in America        | Îngeri în America               | Roy Cohn                | Mike Nichols         | 2003 |
| The Merchant of Venice   | Neguțătorul din Veneția         | Shylock                 | Michael Radford      | 2004 |
| Two for the Money        | Viața ca un pariu               | Walter Abrams           | D. J. Caruso         | 2005 |
| Torch                    | Torța                           |                         | Harold Becker⁠(d)     | 2006 |
| 88 Minutes               | 88 de minute                    | Jack Gramm              | Jon Avnet⁠(d)         | 2006 |
| Riffifi                  | Riffifi                         | ?                       | Harold Becker⁠(d)     | 2007 |
| Ocean's 13               | Ocean's Thirteen - Acum sunt 13 | Willie Bank             | Steven Soderbergh    | 2007 |
| Righteous Kill           | Crime justificate               | detectivul David Fisk   | Jon Avnet⁠(d)         | 2008 |

## Premii
Oscar:
- 1993 - Cel mai bun actor în rol principal - Scent Of A Woman

nominalizat:
- 1973 - Cel mai bun actor în rol secundar - The Godfather
- 1974 - Cel mai bun actor în rol principal - Serpico
- 1975 - Cel mai bun actor în rol principal - The Godfather Part II
- 1976 - Cel mai bun actor în rol principal - Dog Day Afternoon
- 1980 - Cel mai bun actor în rol principal - ...And Justice for All
- 1991 - Cel mai bun actor în rol secundar - Dick Tracy
- 1993 - Cel mai bun actor în rol secundar - Glengarry Glen Ross

Globul de aur:
- 1974 - Cel mai bun actor într-o dramă - Serpico
- 1993 - Cel mai bun actor într-o dramă - Scent Of A Woman
- 2001 - Premiul Cecil B. DeMille - pentru întreaga activitate
- 2004 - Cel mai bun actor într-o miniserie sau film tv - Angels In America
- 2011 - Cel mai bun actor într-o miniserie sau film tv - You Don't Know Jack

nominalizat:
- 1973 - Cel mai bun actor într-o dramă - The Godfather
- 1975 - Cel mai bun actor într-o dramă - The Godfather Part II
- 1976 - Cel mai bun actor într-o dramă - Dog Day Afternoon
- 1978 - Cel mai bun actor într-o dramă - Bobby Deerfield
- 1980 - Cel mai bun actor într-o dramă - ...And Justice for All
- 1983 - Cel mai bun actor într-o comedie sau muzical - Author! Author!
- 1984 - Cel mai bun actor într-o dramă - Scarface
- 1990 - Cel mai bun actor într-o dramă - Sea Of Love
- 1991 - Cel mai bun actor în rol secundar - Dick Tracy
- 1991 - Cel mai bun actor într-o dramă - The Godfather Part III
- 1993 - Cel mai bun actor în rol secundar - Glengarry Glen Ross